# 夫米
夫米（ぶまい）とは、江戸時代大名・旗本等の領地・知行所において夫役の代りとして納める米のことである。金銭で収めるものを夫金（ぶきん）と呼ぶ。

## 概要
地方凡例録に、以下の通り記載されている。
これが、制度の起源であるが、何時頃からの制度であるかの詳細は不明である。
なお、納付比率は各藩によって異なり、百石に対して一斗四升（0.14%）ほどから二斗五升（0.25%）までまちまちであった。
また、天領においては、同様の制度として、六尺給米があり、私領が天領になる場合、六尺給米より額が少なければ六尺給米を納めさせて夫米を止めた。

## 夫金
「夫金」は米の代りに「永」（「両」の千分の一である貨幣単位）で収めることを言った。これは、臨時に徴収が必要なときに、石高百石に付き、金三両を取り立てる法である。寛永3年（1626年）、徳川家光上洛の時、百石につき三両を拠出することとされてから、以後行われるようになった（農政座右、地方凡例録）。